# أطلانطس الجديدة
أطلانطس الجديدة هي رواية غير مكتملة للمدينة الفاضلة للمؤلف فرانسيس بيكون تم نُشرها بعد وفاته في عام 1626.

## تاريخ النشر
ظهر أتلانتس الجديد لأول مرة في الجزء الخلفي من سيلفا سيلفاروم ، وهو عمل معقد إلى حد ما للتاريخ الطبيعي نشره ويليام راولي ، سكرتير بيكون ، قسيس وأمانوينسيس في عام 1626.

## محتوى الكتاب
صور بيكون في روايته رؤيته لمستقبل يحفل بالاكتشاف والمعارف معربًا عن تطلعاته ومثله العليا للبشرية.

## روابط خارجية
- أطلانطس الجديدة على موقع الموسوعة البريطانية (الإنجليزية)